# مايك براون (لاعب كرة سلة مواليد 1963)
مايك براون (بالإنجليزية: Mike Brown)‏ مواليد 19 يوليو 1963 في نيوآرك، هو مدرب كرة سلة أمريكي ولاعب سابق. بدأ مسيرته الاحترافية في سنة 1985. تم اختياره من قبل فريق شيكاغو بولز خلال الدرافت. يبلغ طوله 6 قدم 9 بوصة (2.1 م). اعتزل اللعب في 2001. أحرز خلال مسيرته في الإن بي إيه 3130 نقطة بمعدل 5.0 نقاط في المباراة الواحدة.

## المسيرة الاحترافية
لعب مع شيكاغو بولز من سنة 1986 إلى 1988، ثم لعب مع يوتا جاز من سنة 1988 إلى 1993، ثم لعب مع مينيسوتا تمبر ولفز من سنة 1993 إلى 1995، ثم لعب مع فورتيتودو بولونيا في الدوري الإيطالي في سنة 1995، ثم لعب مع فيلادلفيا سفنتي سيكسرز في موسم 1995–1996، ثم لعب مع فيولا ريدجو كالابريا في الدوري الإيطالي في موسم 1996–1997، ثم لعب مع فينيكس صنز في سنة 1997، ثم لعب مع فينيكس صنز في سنة 1998.

## روابط خارجية
- مايك براون على موقع إن بي أي (الإنجليزية)
- مايك براون على موقع سبورتس رفرنس (الإنجليزية)
- مايك براون على موقع الدوري الإسباني لكرة السلة (الإسبانية)
- مايك براون على موقع كرة السلة الأوروبية.كوم (الإنجليزية)
- مايك براون على موقع كلية كرة السلة في سبورتس رفرنس.كوم (الإنجليزية)
- مايك براون على موقع ريلجم (الإنجليزية)
- مايك براون على موقع بروبوليرز (الإنجليزية)
- مايك براون على موقع سبورتس رفرنس (الإنجليزية)
- مايك براون على موقع سبورتس رفرنس (الإنجليزية)